# Stade Independencia
Le Stade Independencia (en espagnol : Estadio Independencia) était situé dans la partie nord de Santiago du Chili, dans la commune d'Independencia. Ce complexe sportif a été inauguré le 12 octobre 1945 et démoli en 1971. C'était le troisième des quatre stades du Club Deportivo Universidad Católica, après le Stade Universidad Católica et les Campos de Sports de Ñuñoa, et avant le Stade San Carlos de Apoquindo. Il avait une capacité de 16 400 spectateurs.

## Histoire

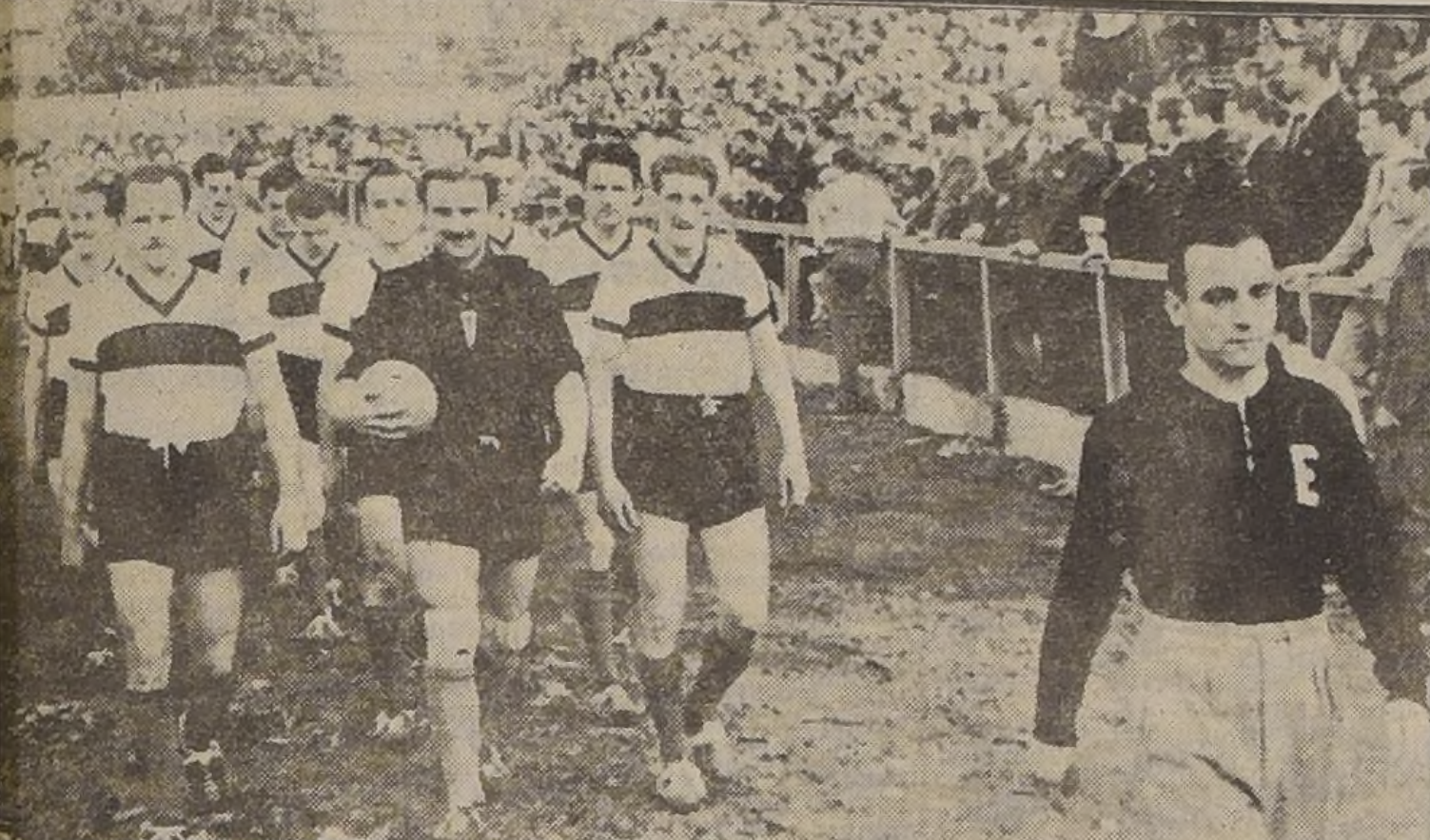
L'équipe de l'Universidad Católica le jour de l'inauguration du stade.

Le stade fut inauguré le 12 octobre 1945. Ce jour-là, un match double fut disputé. Le match principal opposait l'Universidad Católica à une équipe de l'Université de Concepción. L'équipe locale s'imposa 4:2 et Antonio Ciraolo marqua le premier but de l'Universidad Católica à Independencia. Sergio Livingstone, Raimundo Infante et Fernando Riera se sont distingués dans l'équipe gagnante. Bien qu'il ne fut pas un site de la Coupe du monde de football 1962, le stade a vendu ses billets à guichet fermé, prouvant qu'il était un point de rencontre dans la ville.
Les finales de la Coupe du Chili de football de 1961 et 1962, ainsi que la finale du Championnat d'ouverture de 1950, se sont déroulées dans ce stade. L'Universidad Católica y a remporté le tournoi de consolation de 1949 et le quadruple titre de championne de l'équipe réserve de 1964 à 1967.
En ce qui concerne d'autres sports, en 1946 un événement international a eu lieu, le Championnat latino-américain de boxe amateur. En 1954 s'est tenu le Tournoi de Tout compétiteur de l'Association d'athlétisme de Santiago.